# John Stevens, Barão Stevens de Kirkwhelpington
John Arthur Stevens, Barão Stevens de Kirkwhelpington KStJ QPM DL FRSA (nascido em 21 de outubro de 1942) foi o chefe do Serviço de Polícia Metropolitano entre 2000 e 2005. De 1991 a 1996, foi Chefe da Polícia de Northumbria. Ele comandou o inquérito sobre as mortes de Diana, Princesa de Gales, e de Dodi Al-Fayed, a chamada Operação Paget, cujas informações foram divulgadas em 14 de dezembro de 2006.